# Historia medicinal de las cosas que se traen de nuestras Indias Occidentales
Historia medicinal de las cosas que se traen de nuestras Indias Occidentales és el títol estàndard d'una sèrie de miscelànies de Nicolás Monardes (1493-1588), metge i botànic espanyol, sobre els productes que arribaven d'Amèrica i el seu possible ús en medicina. Va aparèixer a Sevilla en successives edicions amb diversos títols, gradualment ampliades, el 1565, 1569 i el 1574, més una reimpressió el 1580.

## Detalls de la publicació
Els seus títols i detalls de publicació són:
- 1565: Dos libros ...
- 1569: Dos libros, el uno que trata de todas las cosas que se traen de nuestras Indias Occidentales, que sirven al uso de la medicina, y el otro que trata de la piedra bezaar, y de la yerva escuerçonera. Sevilla: Hernando Díaz
- 1574: Primera y segunda y tercera partes de la historia medicinal de las cosas que se traen de nuestras Indias Occidentales, que sirven en medicina; Tratado de la piedra bezaar, y dela yerva escuerçonera; Dialogo de las grandezas del hierro, y de sus virtudes medicinales; Tratado de la nieve, y del beuer frío. Sevilla: Alonso Escrivano
- 1580: reimpressió de la publicació de 1574. Sevilla: Fernando Díaz.

## Autorització Regia de la tercera publicació
| « | DON PHELIPE, por la Gracia de Dios, Rey de Castilla,[...]. Por cuanto, por parte de vos el Doctor (Nicolás) Monardes Médico, Vecino de la Ciudad de Sevilla, nos ha sido hecha la relación diciendo, que vos habíades compuesto un libro intitulado Tercera Parte de las Cosas que se traen de (las) Indias para el uso de la Medicina, el cual era muy útil y provechoso, y nos suplicasteis os diésemos licencia para lo poder imprimir, y Privilegio por el tiempo de diez años, y asimismo nos suplicasteis, os diésemos licencia para imprimir la primera y segunda parte del dicho libro que con licencia nuestra se había impreso, o como la nuestra merced fuese, lo cual visto por los del nuestro Consejo y como por su mandado, se hicieron las diligencias que la Pragmática por nos nuevamente hecha sobre la impresión de los libros que dispone, fue acordado que debíamos mandar (a) dar esta nuestra carta para vos en la dicha razón, y nos tuvimos lo por bien. Y por la presente a vos damos licencia y facultad para que por esta vez, vos o la persona que vuestro poder para ello hubiere, podáis imprimir los dichos libros que de suso se hace mención por los originales que en el nuestro Consejo se vieron, que van rubricados y firmados al cabo de Pedro del Mármol, nuestro Escribano de Cámara de los que en el nuestro Consejo residen con que antes que se vendan los hayáis de traer y presentar antes los del nuestro Consejo, juntamente con los originales, para que se vea si la dicha impresión está conforme a ellos, y se tase el precio que por cada volumen hubieredes de haber, so pena de caer e incurrir en las penas contenidas en la dicha Pragmática y Leyes de nuestros Reinos, de lo cual mandamos dar e dimos esta nuestra carta sellada con nuestro sello y librada de los del nuestro Consejo. Dada en Madrid a tres días del mes de Abril, de mil y quinientos y setenta y cuatro años. El Licenciado Pedro Gaseo, El Doctor Redin, El Doctor Francisco de Medillo, el Doctor Don Iñigo de Cárdenas Zapata, El Doctor Aguilera. YO, Pedro del Mármol Escribano de Cámara de Su Catholica y Real Magestad, la hice escribir por su mandado con acuerdo de los de su Consejo. Cédula Real que faculta la publicación de la Tercera Edición de la obra en 1574. | » |

## Traducció a l'anglès
Hi ha una traducció anglesa, per John Frampton, apareguda amb el títol de Joyful News out of the New Found World.

### Detalls de la publicació
- 1577: Ioyfull News of the new founde worlde, wherein is declared the rare and singular virtues of diürses and sundrie hearbes, trees, oyles, plantes, and stones, with their applications, as well for phisicke as chirurgerie, traduïda de 1565. Londres
- 1580: una nova edició eixamplada sobre la base de l'edició castellana de 1574. Londres
- 1925: Joyfull news out of the new founde worlde (títol de tapa: Frampton's Monardes), editat per Stephen Gaselee, combinant material de les edicions de 1577 i de 1580. Londres

## Traducció al llatí
La traducció llatina, compendiada, amb comentaris editorials, va ser escrita per Charles de l'Écluse (Carolus Clusius).

### Detalls de la publicació
- 1574: De simplicibus medicamentis ex occidentali India delatis quorum in medicina usus est. Antwerp: Plantin
- 1579: Simplicium medicamentorum ex novo orbe delatorum, quorum in medicina usus est, història : revisada amb més comentaris. Antwerp: Plantin
- 1582: revisada i inclosa en un compendi de traduccions de Garcia d'Orta, Nicolás Monardes i Cristóbal da Costa
- 1593: una altra edició revisada d'aquest compendi
- 1605: darrera revisió, amb més comentaris i il·lustracions, inclosa a: Carolus Clusius, Exoticorum libri decem